# Möngke Khan

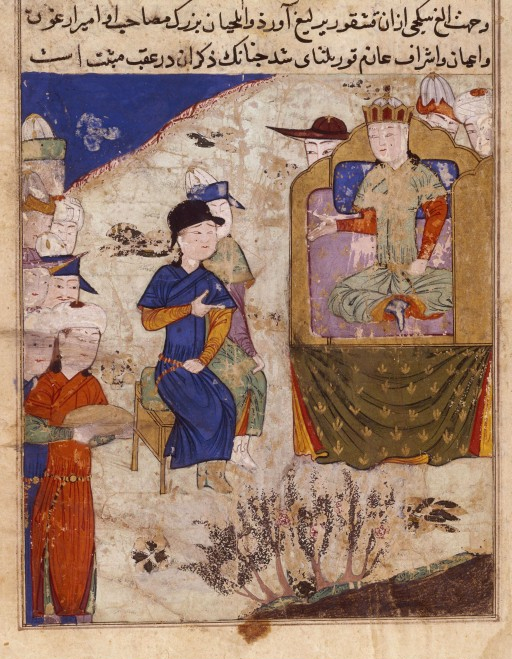
Möngke Khan

Möngke Khan (mongolisch ᠮᠥᠩᠬᠡ, mongolisch Мөнх хаан Mönch chaan, Tempelname Xianzong 宪宗,  Xiànzōng, * 10. Januar 1209; † 11. August 1259 in Chongqing, heutiges China) war als Sohn Toluis und Enkel von Dschingis Khan der vierte Khagan der Mongolen. Er regierte von 1251 bis 1259 in der Mongolei und war trotz zunehmender Probleme in der Lage, das Riesenreich noch zusammenzuhalten.

## Leben

### Abstammung; frühes Leben
Möngke war der älteste Sohn von Tolui Khan, dem jüngsten Sohn Dschingis Khans, und der aus dem Stamm der Keraiten stammenden, dem nestorianischen Christentum anhängenden Prinzessin Sorqaqtani Beki. Seine jüngeren Brüder waren Kubilai, Hülegü und Arigkbugha Khan. Im Spätsommer 1230 zog er erstmals in den Krieg, als er Ögedei Khan und seinem Vater Tolui auf einen Feldzug gegen die Jin-Dynastie nach Nordchina begleitete. 1232 starb sein Vater. Im Auftrag Ögedeis nahm er 1235 an einem Feldzug gegen die Kiptschaken, Russen und Osseten teil. Als ein Häuptling der Kiptschaken namens Bachman auf eine Insel im Delta der Wolga flüchtete, konnte Möngke ihn gefangen nehmen. Bachman weigerte sich, vor Möngke hinzuknien und wurde deshalb hingerichtet. Während der vom Khan der Goldenen Horde, Batu, geleiteten mongolischen Invasion der Rus (1237–40) eroberte er 1239 nach langer Belagerung die im Kaukasus gelegene alanische Stadt Maghas und am 6. Dezember 1240 Kiew, das niedergebrannt wurde. Im Gegensatz zu Ögedeis Sohn Güyük unterhielt Möngke weiterhin gute Beziehungen zu Batu, was ihm bei seiner späteren Wahl zum Großkhan zustattenkam. Im Winter 1240/41 wurde er zusammen mit Güyük von Ögedei in die Mongolei zurückberufen.

### Wahl zum Khagan; Ausschaltung von Nebenbuhlern
Nach dem Tod des 1246 zum Khagan aufgestiegenen Güyük (1248) übernahm seine Witwe Ogul Qaimish für ihre jungen Söhne Khoja und Naqu die Regentschaft. Möngke wurde aber auf Betreiben seiner Mutter Sorqaqtani Beki als aussichtsreicher Kandidat für die Wahl des nächstens Khagans ins Spiel gebracht. Möngke konnte hierbei auch auf die Unterstützung Batu Khans setzen, den er auf Rat seiner Mutter aufsuchte. Batu hatte auf eigene Ambitionen für die Nachfolge verzichtet, da seine Thronansprüche aufgrund Zweifel an der ehelichen Geburt seines Vaters Dschötschi beeinträchtigt waren. So förderte er Möngkes Ansprüche und berief zunächst 1250 auf seinem eigenen Territorium einen Kurultai (Reichstag) ein. Auf diesem waren neben Möngke u. a. Güyüks Söhne Khoja und Naqu anwesend, die aber bald abreisten. Als Delegierter von Ogul Qaimish nahm ihr Sekretär Bala am Kurultai teil. In der Folge stimmte der Kurultai für Möngke. Da er aber außerhalb der eigentlichen Mongolei abgehalten worden war, besaß er nur eine zweifelhafte Legitimität. Daher beriefen die Unterstützer Möngkes einen zweiten Kurultai in Ködöe Aral nahe dem Onon in der Mongolei ein, auf dem Möngke am 1. Juli 1251 in Abwesenheit einiger wichtiger Dschingisiden-Prinzen offiziell zum Großkhan gewählt wurde.
Nur wenige Prinzen aus den Familien Ögedeis und Tschagatai Khans wie etwa Kadan und der entthronte Khan Qara Hülegü erkannten Möngke als Großkhan an. Hingegen planten Güyüks Sohn Naqu und Ögedeis Enkel Shiremun einen Staatsstreich gegen Möngke. Sie wollten die Mitglieder des Kurultai mit Waffengewalt angreifen. Zufällig entdeckte aber ein Falkner Möngkes die Vorbereitungen der Verschwörer und informierte seinen Herrn darüber. Möngkes Vertrauter Menggeser Noyan untersuchte den Fall, und die Verschwörer wurden als schuldig erkannt und an Möngkes Hof gebracht. Der Großkhan veranlasste nun eine im gesamten mongolischen Reich durchgeführte, etwa ein Jahr währende Säuberungsaktion gegen seine potentiellen Rivalen. Er entsandte Suchtrupps zum Aufspüren derjenigen, die seine Thronfolge abgelehnt hatten. Ihnen wurde der Prozess gemacht und sie wurden dabei im Gerichtsverfahren als Verräter verurteilt. Von diesen Verfolgungen waren neben einigen Prinzen zahlreiche mongolische Feldherren und hohe Verwaltungsbeamte betroffen. Nach dem später am Hof Möngkes weilenden Franziskaner Wilhelm von Rubruk sollen etwa 300 der Verurteilten hingerichtet worden sein; andere zeitgenössische Quellen überliefern geringere Zahlen. Die meisten Prinzen, die Möngkes Oberherrschaft widerstrebten, wurden entweder verbannt oder unter Hausarrest gestellt. Güyüks Witwe Ogul Qaimish wurde der Hexerei beschuldigt und 1252 in einem Fluss ertränkt; und auch Tschagatais Sohn Yesü Möngke, Tschagatais Enkel Büri und Shiremun mussten die Todesstrafe erleiden. So festigte Möngke seine Macht. Seine Mutter Sorqaqtani Beki starb Anfang 1252. Batu Khan blieb autonomer Regent Russlands als Khan des Reichs der Goldenen Horde, was mittelfristig die Spaltung des Mongolenreiches begünstigte, zunächst aber Möngkes Macht im Gesamtreich stabilisierte.

### Khagan

#### Eroberungszüge; innermongolische Konflikte
Die Residenz Möngkes als Khagan oder Großkhan war die Stadt Karakorum. Möngke plante Eroberungszüge in Persien sowie in Ostasien vor allem die Unterwerfung des von der Song-Dynastie beherrschten Südchinas. Auf einem 1253 abgehaltenen Kurultai setzte er seinen Bruder Hülegü als Herrscher im Orient ein, der 1256 Alamut, die Hauptfestung der Assassinen, bezwang und 1258 durch die Eroberung Bagdads das Abbasiden-Kalifat stürzte. Möngke ließ ferner u. a durch seinen Feldherrn Jalayirtai Qorchi von 1253–55 Feldzüge gegen Korea durchführen, wo damals König Gojong über das Reich Goryeo herrschte. Dabei arbeitete der mongolische Feldherr mit übergelaufenen koreanischen Kommandanten zusammen. Erst 1258 unterwarf sich König Gojong. Mit dem Kampf gegen die Song-Dynastie betraute Möngke seinen Bruder Kubilai, den er 1251 zum Oberherrn über die bereits unterworfenen Teile des Song-Reichs ernannt hatte. Kubilai sollte dieses Reich von der südwestlichen Flanke her angreifen und zu diesem Zweck zuerst das Königreich Dali im heutigen Yunnan erobern, was ihm auch 1253/54 gelang. Gegen Tibet entsandte Möngke 1252 den General Qoridai, dem sich die führenden tibetischen Klöster unterwarfen. Im Winter 1257/58 fiel der mongolische Heerführer Uriyangkhadai in Vietnam ein, eroberte die Hauptstadt Thăng Long (das heutige Hanoi) und konnte die dort herrschende Trần-Dynastie zur vorübergehenden Anerkennung der mongolischen Oberherrschaft zwingen. Zu diesen Eroberungszügen kam eine Steuerreform durch Mahmud Yalawatsch mit Staffelung der Steuern nach Zahlungsfähigkeit der Betroffenen und der Ausbau der Bürokratie durch neue fähige Köpfe in der Verwaltung besonders in China.
Unter Möngke Khan profilierte sich eine Gruppe von Prinzen, die auch regionale Ziele verfolgte. Vor allem nahm Batus Bruder Berke Khan im Interesse des Handels erstmals den Islam an, und Prinz Kubilai vertrat die Interessen Nordchinas (bei der Frage der Steuerhöhe) gegen Möngkes Beamte. In diesen Intrigen und Propagandamaßnahmen zeichnete sich bereits das spätere Auseinanderbrechen des Reiches ab, denn Kubilai bekam deswegen 1257/1258 schwere Probleme mit der herrschenden Clique an Möngkes Hof. Sie ließ ihn vorübergehend absetzen und die Spitzen seiner Zivilverwaltung hinrichten. Bald danach versöhnte sich Kubilai aber wieder mit Möngke. Berke wiederum ließ als gläubiger Muslim seine Missbilligung zur Beseitigung des Bagdader Kalifats 1258 ausdrücken, indem er in seinem Einflussbereich Münzen mit dem Namen eines verstorbenen Kalifen prägen ließ.

#### Religionspolitik; Mission Wilhelms von Rubruk
Möngke Khan war religiös tolerant und begünstigte den Nestorianismus, Buddhismus und Daoismus, behielt aber selbst den Glauben seiner Väter, den Schamanismus. Er wohnte sowohl den christlichen Feierlichkeiten als auch jenen der anderen Religionen bei. Die nestorianischen Christen konnten den größten geistlichen Einfluss ausüben, weil Möngke sie im Gedenken an seine Mutter Sorqaqtani Beki, die stets dieser Glaubensrichtung treu geblieben war, besonders förderte. Möngkes Hauptgemahlin Kutuktai Khatun und mehrere andere seiner Gattinnen hingen ebenfalls dem Nestorianismus an. 1256 fand an seinem Hof ein Konzil statt, das zum Ergebnis kam, dass die Daoisten die buddhistischen Quellen verfälschen würden.
Schon 1245 hatte Papst Innozenz IV., der mit den Mongolen eine Allianz gegen die islamischen Staaten eingehen wollte, den Franziskaner Johannes de Plano Carpini u. a. zum Abschluss eines solchen Bündnisses zum Großkhan Güyük entsandt. Der Geistliche erreichte jedoch nicht den Zweck seiner Mission. Im Auftrag des französischen Königs Ludwig IX. reiste der flämische Franziskaner, Missionar und Gesandte Wilhelm von Rubruk 1253 an den Hof Möngkes. Sein Reisebericht hierüber blieb erhalten. Rubruk kam am 26. Dezember 1253 im etwa zehn Tagesreisen südwestlich von Karakorum gelegenen Winterlager des Großkhans an. Am 4. Januar 1254 erhielt er eine Audienz bei Möngke, bei der ihm ein Nestorianer als Dolmetscher diente. Der Großkhan fasste den Brief des französischen Königs als Bündnisangebot auf, forderte aber, dass sich Ludwig IX. ihm zuerst unterwerfen müsse. Auch warf Möngke Rubruk vor, dass die Christen nicht die Gebote ihres Gottes einhielten. Anfang April 1254 traf Rubruk in Karakorum ein, wo u. a. Gesandtschaften des griechischen Kaisers, des Kalifen und des Seldschuken-Sultans weilten. Der Franziskaner feierte das Osterfest in einer ostsyrischen Kirche. Am 30. Mai 1254 ließ Möngke einen großen Religionsdisput abhalten, an dem Rubruk teilnahm und bei dem ostsyrische und lateinische Christen mit Daoisten und Buddhisten diskutierten. Nach seiner erfolglosen Mission reiste Rubruk im Juli 1254 wieder aus Karakorum ab. Er hatte keine langfristige Missionierungserlaubnis von Möngke erwirken können.
Als sich Rubruk auf dem Heimweg befand, begab sich der armenische König Hethum I. nach Karakorum, wo er am 13. September 1254 eine Audienz bei Möngke erhielt und seine Unterwerfung anbot. Ihm wurde laut der Darstellung des armenischen Historikers Kirakos von Gantzag ein Dokument überreicht, das die Unverletzlichkeit seiner Person und seines Königreichs zusicherte, ferner die Freistellung der christlichen Kirchen von der Besteuerung. Hethum wurde auch zu Möngkes Hauptberater in christlichen Angelegenheiten Westasiens ernannt. Der Großkhan sagte zu, dass sein Bruder Hülegü gegen Bagdad vorrücken und das islamische Abbasiden-Kalifat vernichten werde, was dann 1258 auch tatsächlich eintrat. Am 1. November 1254 reiste Hethum mit vielen Geschenken versehen wieder aus Karakorum ab und traf im Juli 1255 wieder in Armenien ein. Möngke akzeptierte aber im Orient nur Vasallenreiche, hingegen weder einen unabhängigen christlichen noch muslimischen Staat.

### Tod
Möngke Khan hielt 1258 in der Mongolei einen Kurultai ab, auf dem er sich entschied, nun selbst den Oberbefehl im Kampf gegen die chinesische Song-Dynastie zu führen. Er fiel im Oktober 1258 in Sichuan ein, starb aber im weiteren Verlauf des Feldzugs am 11. August 1259 bei der Belagerung der Diaoyu-Festung in Sichuan möglicherweise an Ruhr. Chinesische Quellen erwähnen alternativ auch eine Pfeilwunde.